# 5581 Mitsuko
5581 Mitsuko (1989 CY1) là một tiểu hành tinh vành đai chính được phát hiện ngày 10 tháng 2 năm 1989 bởi Iwamoto và Furuta ở Tokushima.